# Gösta Odqvist (amiral)
Gösta Börje Odqvist, född den 10 september 1888 i Bredareds församling, Älvsborgs län, död den 22 mars 1988 i Stockholm, var en svensk sjömilitär.
Odqvist blev underlöjtnant vid flottan 1908, löjtnant 1911, kapten 1918, kommendörkapten av andra graden 1933, av första graden 1937 och kommendör 1939. Han var chef för artilleriavdelningen i marinförvaltningen 1936–1943, inspektör för sjöartilleriet 1942–1943 och chef för Karlskrona örlogsvarv 1944–1948. Odqvist befordrades till konteramiral 1948 och pensionerades samma år. Han invaldes som ledamot av Örlogsmannasällskapet 1923 (hedersledamot 1948) och av Krigsvetenskapsakademien 1946. Odqvist blev riddare av Svärdsorden 1929, av Vasaorden 1933 och av Nordstjärneorden 1940 samt kommendör av andra klassen av Svärdsorden 1942 och kommendör av första klassen 1945. Han vilar på Norra begravningsplatsen utanför Stockholm.